# Лебединая улица (Павловск)
Лебеди́ная улица — улица в городе Павловске (Пушкинский район Санкт-Петербурга). Проходит от улицы Первого Мая и Берёзовой улицы до улицы Мичурина. Фактически Лебединая улица не доходит до улицы Мичурина 30 метров — там располагается сквер Победы.
Первоначально, с 1830-х годов, называлась улицей по валу, поскольку начиналась и заканчивалась у городского вала, проходившего по современным Берёзовой улице и улице Мичурина.
С 1850-х годов закрепилось название Лебединая улица. Его происхождение не установлено. Очевидно, оно имеет связь с соседними Медвежьим переулком и бывшим Воробьиным переулком (ныне улица Первого Мая).
Примерно в 1939 году Лебединую улицу переименовали в улицу Третьего Июля — в память о событиях 3—5 июля 1917 года, когда в Петрограде была расстреляна антиправительственная демонстрация революционных матросов, солдат и рабочих, организованная большевиками.
11 июня 2003 года историческое название — Лебединая улица — было возвращено.

## Перекрёстки
- Берёзовая улица / улица Первого Мая
- Песчаный переулок
- Медвежий переулок